# Cubophis caymanus
Cubophis caymanus — вид змій родини полозових (Colubridae). Ендемік Кайманових Островів.

## Поширення і екологія
Cubophis caymanus є ендеміками острова Великий Кайман. Вони живуть в тропічних лісах, мангрових заростях, на берегах солонуватих водойм, в парках і садах. Зустрічаються на висоті від 2 до 18 м над рівнем моря. Ведуть деревний спосіб життя, живляться амфібіями, ящірками, дрібними ссавцями і птахами. Відкладають яйця.